# Jules Moigniez
Jules Moigniez est un sculpteur animalier français, né le 28 mai 1835 à Senlis et mort le 29 mai 1894 à Saint-Martin-du-Tertre.

## Biographie
Jules Moigniez est l'élève de Paul Comoléra.
Il expose pour la première fois à l'Exposition universelle de 1855 et obtient une mention honorable au Salon de 1859. Il sera présent à l'Exposition universelle de 1878.
Malade depuis plusieurs années, il se suicide le 29 mai 1894 à Saint-Martin-du-Tertre, où il est enterré.
Ses œuvres sont principalement connues par leurs fontes d'édition, qui firent l'objet d'une large diffusion.

## Œuvres

### Œuvres dans les collections publiques

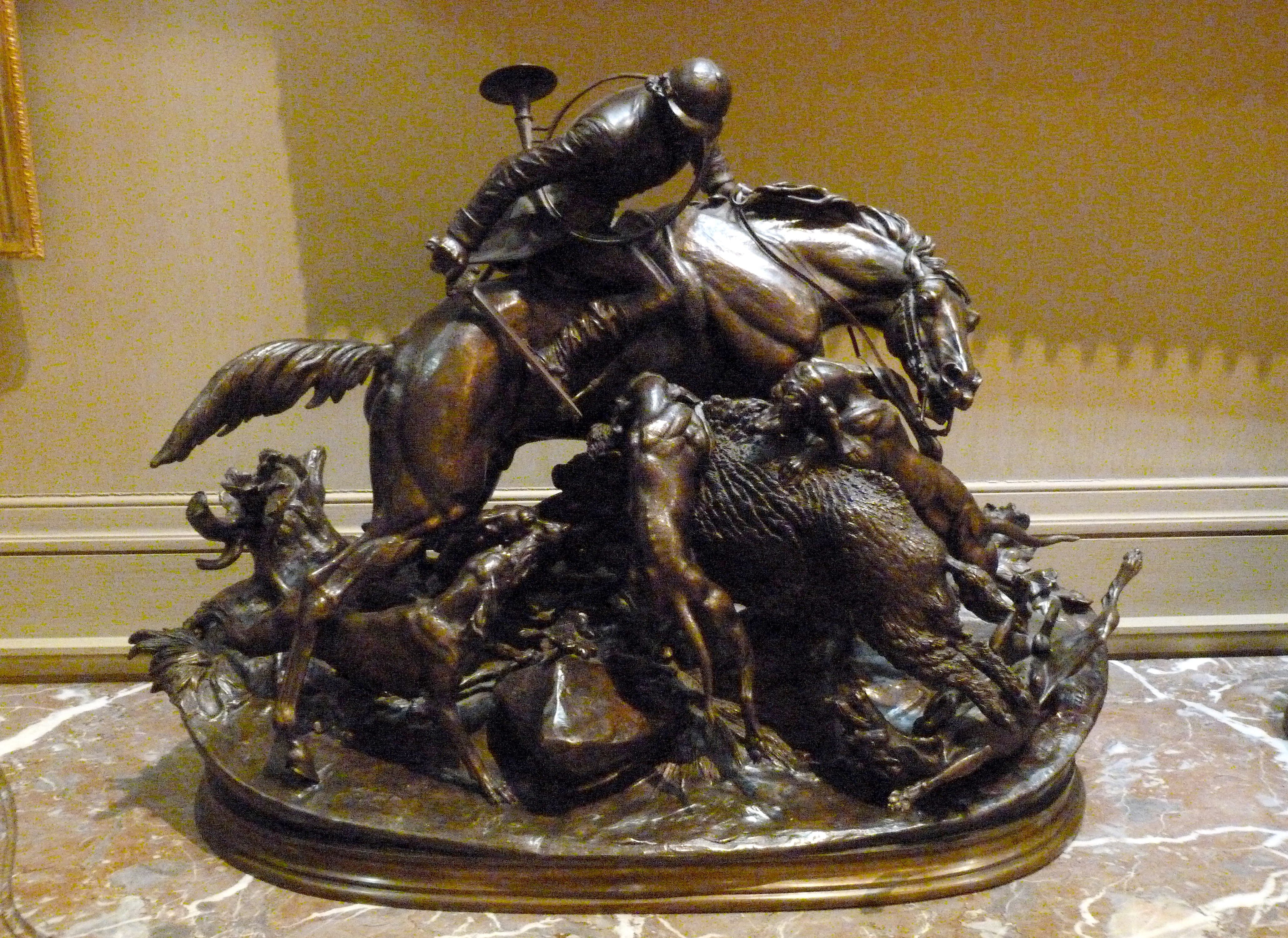
La Chasse au sanglier, bronze, Paris, musée de la Chasse et de la Nature.

- Compiègne, château de Compiègne : Le Chien d'arrêt avec faisan, 1855, bronze.
- Paris, musée de la Chasse et de la Nature : La Chasse au sanglier, groupe en bronze.

### Fontes d'édition
- Le Héron, pur-sang, cheval et jockey avant la course, bronze.
- Bijou, cheval de labour, bronze, 50 cm.
- Perdrix dans les joncs, bronze.
- Cheval, de fonte de fer, 20 × 25 cm, fonderie d'art du Val d'Osne.
- La famille bovine, bronze à patine brune, 40 × 30 cm.
- La Charge du sanglier, bronze, 60 × 70 cm.
- Cheval, bronze à patine vert nuancée de mordoré.
- Chien aux trophées, bronze à patine vieil argent formant porte-allumettes, 1,50 cm.
- Le Braque à la perdrix, bronze à patine brun nuancé, 62 × 42 cm.